# Étoiles d'or du cinéma français
Les Étoiles d’or du cinéma français étaient des récompenses de cinéma remises chaque année, de 1999 à 2014, par l’Académie de la presse du cinéma français. Ces trophées ambitionnaient de distinguer pour leur excellence divers représentants de la production cinématographique française de l’année écoulée, à savoir les films agréés par le Centre national de la cinématographie, dépendant du ministère de la Culture et de la Communication.
Des bulletins de vote étaient envoyés, au mois de décembre, à plus de sept cents journalistes de cinéma. Les trois noms les plus proposés dans chaque catégorie constituaient les nominations finales. Le bureau de l’Académie avait ensuite pour rôle de désigner les différents lauréats.
Les Étoiles d’or d'une année donnée étaient remises en janvier de l'année suivante (ainsi les dernières Étoiles d’or, remises en 2014, ont récompensé les films sortis entre le 1er janvier et le 31 décembre 2013), lors d’une soirée organisée à l’espace Cardin, à Paris. En 2010, la cérémonie, qui devait se dérouler au théâtre Le Palace à Paris, a été annulée pour des raisons techniques mais le palmarès a été rendu public par la voie d'un communiqué,.

## L’Académie de la presse du cinéma français
L’Académie de la presse du cinéma français est la structure qui assure l’attribution annuelle des Étoiles d'or du cinéma français et organise la cérémonie au cours de laquelle ces récompenses sont remises à leurs lauréats.
L’Académie est constituée en majorité de journalistes et critiques de cinéma. Ils sont choisis par cooptation de leurs pairs mais peuvent spontanément adhérer à l’Académie en adressant une demande au bureau qui est seul juge pour accepter ou refuser la candidature. Ce bureau est constitué d’une dizaine de membres qui se renouvellent tous les trois ans pour un tiers d’entre eux. En 2007, le bureau est présidé par Jean-Yves Gaillac et compte comme autres membres Olivier Nicklaus, Gérard Delorme, Pascale Deschamps, Laurent Delmas, Sophie Loubière, Jean Roy, Sophie Soulignac et Françoise Delbecq.
L’Académie sollicite chaque année en décembre les journalistes et critiques de cinéma pour l’établissement de leur palmarès de la production cinématographique française de l’année écoulée.
Le bureau de l’Académie a pour rôle de désigner ensuite, dans chaque catégorie artistique et professionnelle définie, le(s) lauréat(s) parmi les trois candidats ayant récolté le plus de votes de journalistes au cours de la consultation. Les Étoiles d'une année donnée sont remises en janvier de l'année suivante.
L’Académie a également pour vocation de développer des actions tout au long de l’année pour la promotion et la découverte des jeunes talents du cinéma français. Pour ce faire, elle labellise divers événements cinématographiques.

## Liste des lauréats par catégorie

### Étoile d’or du film français
- 1999 : La Vie rêvée des anges, d’Érick Zonca
- 2000 : Ma petite entreprise, de Pierre Jolivet
- 2001 : Le Goût des autres, d’Agnès Jaoui
- 2002 : non attribué
- 2003 : Être et avoir, de Nicolas Philibert
- 2004 : Les Triplettes de Belleville, de Sylvain Chomet et Pas sur la bouche, d’Alain Resnais
- 2005 : Rois et Reine, d’Arnaud Desplechin
- 2006 : De battre mon cœur s'est arrêté, de Jacques Audiard
- 2007 : Lady Chatterley, de Pascale Ferran et Indigènes, de Rachid Bouchareb
- 2008 : La Graine et le Mulet, d'Abdellatif Kechiche
- 2009 : Entre les murs, de Laurent Cantet
- 2010 : Un prophète, de Jacques Audiard
- 2011 : Des hommes et des dieux, de Xavier Beauvois
- 2012 : The Artist, de Michel Hazanavicius[3]
- 2013 : De rouille et d'os, de Jacques Audiard[4]
- 2014 : La Vie d'Adèle : Chapitres 1 et 2 d'Abdellatif Kechiche[5]

### Étoile d’or du réalisateur français
- 1999 : Patrice Chéreau, pour le film Ceux qui m'aiment prendront le train
- 2000 : Régis Wargnier, pour le film Est-Ouest
- 2001 : Mathieu Kassovitz, pour le film Les Rivières pourpres
- 2002 : non attribué
- 2003 : Roman Polanski, pour le film Le Pianiste
- 2004 : Lucas Belvaux, pour la trilogie Un couple épatant – Cavale – Après la vie
- 2005 : Arnaud Desplechin, pour le film Rois et reine
- 2006 : Jacques Audiard, pour le film De battre mon cœur s'est arrêté
- 2007 : Alain Resnais, pour le film Cœurs
- 2008 : Abdellatif Kechiche, pour le film La Graine et le Mulet
- 2009 : Arnaud Desplechin, pour le film Un conte de Noël
- 2010 : Jacques Audiard, pour le film Un prophète
- 2011 : Roman Polanski pour The Ghost Writer
  - Xavier Beauvois pour Des hommes et des dieux
- 2012 : Michel Hazanavicius, pour le film The Artist
- 2013 : Michael Haneke, pour le film Amour
- 2014 : Abdellatif Kechiche, pour le film La Vie d'Adèle : Chapitres 1 et 2

### Étoile d’or du scénario français
- 2005 : Agnès Jaoui et Jean-Pierre Bacri, pour le film Comme une image
- 2006 : Michael Haneke, pour le film Caché
- 2007 : Philippe Lioret et Olivier Adam, pour le film Je vais bien ne t’en fais pas
- 2008 : Abdellatif Kechiche, pour le film La Graine et le Mulet
- 2009 : Rémi Bezançon, pour le film Le Premier Jour du reste de ta vie
- 2010 : Jacques Audiard, Thomas Bidegain, Abdel Raouf Dafri et Nicolas Peufaillit, pour le film Un prophète
- 2011 : Bertrand Blier, pour le film Le Bruit des glaçons
- 2012 : Valérie Donzelli et Jérémie Elkaïm, pour le film La Guerre est déclarée
- 2013 : Jacques Audiard et Thomas Bidegain, pour le film De rouille et d'os
- 2014 : Albert Dupontel  pour le film 9 mois ferme

### Étoile d’or du premier film français
- 2001 : Le Goût des autres, d’Agnès Jaoui
- 2002 : non attribué
- 2003 : Se souvenir des belles choses, de Zabou Breitman
- 2004 : non attribué
- 2005 : Brodeuses, d’Éléonore Faucher
- 2006 : Douches froides, d’Antony Cordier
- 2007 : Mauvaise Foi, de Roschdy Zem
- 2008 : Persepolis, de Marjane Satrapi et Vincent Paronnaud
- 2009 : ex æquo L'Apprenti, de Samuel Collardey, et Versailles, de Pierre Schoeller
- 2010 : Les Beaux Gosses, de Riad Sattouf
- 2011 : Tout ce qui brille, de Géraldine Nakache et Hervé Mimran
- 2012 : Angèle et Tony, d'Alix Delaporte
- 2013 : Louise Wimmer, de Cyril Mennegun
- 2014 : Les Garçons et Guillaume, à table ! de Guillaume Gallienne

### Étoile d’or du documentaire français
- 2006 : Le Filmeur, d’Alain Cavalier
- 2007 : Kigali, des images contre un massacre, de Jean-Christophe Klotz
- 2008 : L'Avocat de la terreur, de Barbet Schroeder
- 2009 : Les Plages d'Agnès, d'Agnès Varda
- 2010 : L'Enfer d'Henri-Georges Clouzot, de Serge Bromberg et Ruxandra Medrea
- 2011 : Benda Bilili!, de Renaud Barret et Bertrand de La Tullaye
- 2012 : Tous au Larzac, de Christian Rouaud
- 2013 : Les Invisibles de Sébastien Lifshitz
- 2014 : La Maison de la radio de Nicolas Philibert

### Étoile d’or du premier rôle féminin français
- 1999 : Sandrine Kiberlain, pour son interprétation dans À vendre, de Laetitia Masson
- 2000 : Karin Viard, pour son interprétation dans Haut les cœurs !, de Sólveig Anspach
- 2001 : Sandrine Kiberlain, pour son interprétation dans Tout va bien, on s'en va, de Claude Mouriéras
- 2002 : non attribué
- 2003 : Isabelle Huppert, pour son interprétation dans 8 Femmes, de François Ozon
- 2004 : Sylvie Testud pour le rôle d'Amélie dans Stupeur et tremblements
- 2005 : Emmanuelle Devos, pour son interprétation dans Rois et reine, d’Arnaud Desplechin
- 2006 : Nathalie Baye, pour son interprétation dans le film Le Petit Lieutenant, de Xavier Beauvois
- 2007 : Cécile de France, pour son interprétation dans les films Quand j'étais chanteur, de Xavier Giannoli, et Mauvaise Foi, de Roschdy Zem
- 2008 : ex æquo Isabelle Carré, pour son interprétation dans Anna M., de Michel Spinosa, et Marion Cotillard, pour son interprétation dans La Môme, d'Olivier Dahan
- 2009 : Yolande Moreau, pour son interprétation dans Séraphine, de Martin Provost
- 2010 : Isabelle Adjani, pour son interprétation dans La Journée de la jupe, de Jean-Paul Lilienfeld
- 2011 : Sara Forestier, pour son interprétation dans Le Nom des gens, de Michel Leclerc
- 2012 : Bérénice Bejo, pour son interprétation dans The Artist, de Michel Hazanavicius
- 2013 : Marion Cotillard, pour son interprétation dans De rouille et d'os, de Jacques Audiard
- 2014 : Adèle Exarchopoulos, pour son interprétation dans La Vie d'Adèle : Chapitres 1 et 2, d'Abdellatif Kechiche

### Étoile d’or du premier rôle masculin français
- 1999 : Charles Berling, pour son interprétation dans L'Ennui, de Cédric Kahn
- 2000 : Jean-Pierre Bacri, pour son interprétation dans Kennedy et moi, de Sam Karmann
- 2001 : Sacha Bourdo, pour son interprétation dans Sur un air d'autoroute, de Thierry Boscheron
- 2002 : non attribué
- 2003 : François Berléand, pour son interprétation dans Mon idole, de Guillaume Canet
- 2004 : Daniel Auteuil, pour son interprétation dans Petites Coupures, de Pascal Bonitzer, et Après vous, de Pierre Salvadori
- 2005 : Mathieu Amalric, pour son interprétation dans Rois et reine, d’Arnaud Desplechin
- 2006 : Romain Duris, pour son interprétation dans De battre mon cœur s'est arrêté, de Jacques Audiard
- 2007 : ex æquo Jean Dujardin, pour son interprétation dans OSS 117 : Le Caire, nid d'espions, de Michel Hazanavicius, et François Cluzet, pour son interprétation dans Ne le dis à personne, de Guillaume Canet
- 2008 : Mathieu Amalric, pour son interprétation dans Le Scaphandre et le Papillon, de Julian Schnabel
- 2009 : Vincent Cassel, pour son interprétation dans Mesrine: L'Instinct de mort et Mesrine: L'Ennemi public no 1, de Jean-François Richet
- 2010 : François Cluzet, pour son interprétation dans À l'origine, de Xavier Giannoli
- 2011 : Éric Elmosnino pour le rôle de Serge Gainsbourg dans Gainsbourg, vie héroïque
  - Lambert Wilson pour le rôle de Christian dans Des hommes et des dieux
- 2012 : Jean Dujardin, pour son interprétation dans The Artist, de Michel Hazanavicius
- 2013 : Jean-Louis Trintignant, pour son interprétation dans Amour, de Michael Haneke
- 2014 : Guillaume Gallienne, pour son interprétation dans Les Garçons et Guillaume, à table !, de Guillaume Gallienne

### Étoile d’or de la révélation féminine française
- 1999 : Natacha Régnier, pour son interprétation dans La Vie rêvée des anges, d’Érick Zonca
- 2000 : Caroline Ducey, pour son interprétation dans Romance, de Catherine Breillat
- 2001 : Isild Le Besco, pour son interprétation dans Sade, de Benoît Jacquot
- 2002 : non attribué
- 2003 : Cécile de France, pour son interprétation dans Irène, d’Ivan Calbérac, et L'Auberge espagnole, de Cédric Klapisch
- 2004 : Laura Smet, pour son interprétation dans Les Corps impatients, de Xavier Giannoli
- 2005 : ex æquo Marilou Berry, pour son interprétation dans Comme une image, d’Agnès Jaoui, et Sara Forestier, pour son interprétation dans L'Esquive, d’Abdellatif Kechiche
- 2006 : Fanny Valette, pour son interprétation dans La Petite Jérusalem, de Karin Albou
- 2007 : Mélanie Laurent, pour son interprétation dans Je vais bien ne t’en fais pas, de Philippe Lioret, et Dikkenek, d’Olivier Van Hoofstadt
- 2008 : Hafsia Herzi, pour son interprétation dans La Graine et le Mulet, d'Abdellatif Kechiche
- 2009 : Nora Arnezeder, pour son interprétation dans Faubourg 36, de Christophe Barratier
- 2010 : Pauline Étienne, pour son interprétation dans Qu'un seul tienne et les autres suivront, de Léa Fehner
- 2011 : Leïla Bekhti, pour son interprétation dans Tout ce qui brille, de Géraldine Nakache et Hervé Mimran
- 2012 : Anaïs Demoustier, pour son interprétation dans Les Neiges du Kilimandjaro, de Robert Guédiguian
- 2013 : Izïa Higelin, pour son interprétation dans Mauvaise Fille, de Patrick Mille
- 2014 : Adèle Exarchopoulos, pour son interprétation dans La Vie d'Adèle : Chapitres 1 et 2, d'Abdellatif Kechiche

### Étoile d’or de la révélation masculine française
- 1999 : ex æquo Pascal Greggory, pour son interprétation dans Ceux qui m'aiment prendront le train, de Patrice Chéreau, et Denis Podalydès, pour son interprétation dans Dieu seul me voit (Versailles-Chantiers), de Bruno Podalydès
- 2000 : Éric Caravaca, pour son interprétation dans C'est quoi la vie ?, de François Dupeyron
- 2001 : Jalil Lespert, pour son interprétation dans Ressources humaines, de Laurent Cantet
- 2002 : non attribué
- 2003 : Lorànt Deutsch, pour son interprétation dans Le Raid, de Djamel Bensalah et 3 zéros, de Fabien Onteniente
- 2004 : Gaspard Ulliel, pour son interprétation dans Les Égarés, d’André Téchiné
- 2005 : Julien Boisselier, pour son interprétation dans Clara et Moi, d’Arnaud Viard
- 2006 : Louis Garrel, pour son interprétation dans Les Amants réguliers, de Philippe Garrel
- 2007 : Thibault Vinçon, pour son interprétation dans Les Amitiés maléfiques, d’Emmanuel Bourdieu
- 2008 : ex æquo Andy Gillet, pour son interprétation dans Les Amours d'Astrée et de Céladon, d'Éric Rohmer, et Jocelyn Quivrin, pour son interprétation dans 99 francs, de Jan Kounen
- 2009 : Tomer Sisley, pour son interprétation dans Largo Winch, de Jérôme Salle
- 2011 : Éric Elmosnino pour le rôle de  Serge Gainsbourg dans Gainsbourg, vie héroïque
  - Grégoire Leprince-Ringuet pour le rôle de Philippe de Montpensier dans La Princesse de Montpensier
  - Raphaël Personnaz pour le rôle de Duc d'Anjou dans La Princesse de Montpensier
- 2010 : Tahar Rahim, pour son interprétation dans Un prophète, de Jacques Audiard
- 2012 : Omar Sy, pour son interprétation dans Intouchables d'Éric Toledano et Olivier Nakache
- 2013 : Matthias Schoenaerts, pour son interprétation dans De rouille et d'os, de Jacques Audiard
- 2014 : Vincent Macaigne, pour son interprétation dans La Bataille de Solférino, de Justine Triet

### Étoile d’or du compositeur de musique originale de films français
- 2001 : Tony Gatlif, pour Vengo, de Tony Gatlif
- 2002 : non attribué
- 2003 : ex æquo Krishna Levy, pour 8 Femmes, de François Ozon, et Antoine Duhamel, pour Laissez-passer, de Bertrand Tavernier
- 2004 : Benoît Charest, pour Les Triplettes de Belleville, de Sylvain Chomet
- 2005 : Bruno Coulais, pour Les Choristes, de Christophe Barratier et Genesis, de Claude Nuridsany
- 2006 : Alexandre Desplat, pour De battre mon cœur s'est arrêté, de Jacques Audiard
- 2007 : M (Matthieu Chedid), pour Ne le dis à personne, de Guillaume Canet
- 2008 : Alex Beaupain, pour Les Chansons d'amour, de Christophe Honoré
- 2009 : Reinhardt Wagner, pour Faubourg 36, de Christophe Barratier
- 2010 : Alexandre Desplat, pour Un prophète, de Jacques Audiard, L'Armée du crime, de Robert Guédiguian, Et après, de Gilles Bourdos, Coco avant Chanel, d'Anne Fontaine et Chéri, de Stephen Frears
- 2011 : Alexandre Desplat, pour The Ghost Writer, de Roman Polanski
  - La Princesse de Montpensier – Philippe Sarde
- 2012 : Ludovic Bource, pour The Artist, de Michel Hazanavicius
- 2013 : Alexandre Desplat, pour De rouille et d'os, de Jacques Audiard, et Cloclo, de Florent-Emilio Siri
- 2014 : Alexandre Desplat, pour Renoir, de Gilles Bourdos, Marius et  Fanny, de Daniel Auteuil, et Zulu, de Jérôme Salle

### Étoile d’or du producteur de films français
- 2004 : Patrick Sobelman et Diana Elbaum, pour la société Agat Films
- 2005 : Jacques Perrin, pour la société Galatée Production
- 2006 : Pascal Caucheteux, pour la société Why Not Productions
- 2007 : Christophe Rossignon, pour la société Nord-Ouest Production
- 2008 : Jérôme Seydoux, pour la société Pathé Renn Productions
- 2009 : Carole Scotta et Caroline Benjo, pour la société Haut et court Productions
- 2010 : Pascal Caucheteux, pour la société Why Not Productions
- 2011 : Pascal Caucheteux, pour la société Why Not Productions
- 2012 : Thomas Langmann, pour la société La Petite Reine
- 2013 : Michel Saint-Jean, pour la société Diaphana Films
- 2014 : Vincent Maraval, pour la société Wild Bunch

### Étoile d’or du distributeur de films français
- 2004 : Michel Saint-Jean, pour la société Diaphana
- 2005 : Stéphane Célerier, pour la société Mars Distribution
- 2006 : Stéphane Célerier, pour la société Mars Distribution
- 2007 : Stéphane Célerier, pour la société Mars Distribution
- 2008 : François Ivernel, pour la société Pathé Distribution
- 2009 : François Ivernel, pour la société Pathé Distribution
- 2010 : Stéphane Célerier, pour la société Mars Distribution
- 2011 : Jean-Philippe Tirel, pour la société Wild Bunch Distribution
- 2012 : Nicolas Seydoux, pour la société Gaumont Distribution
- 2013 : Nicolas Seydoux, pour la société Gaumont Distribution
- 2014 : Thierry Lacaze, pour la société Wild Bunch Distribution

### Étoile d’or d'honneur
- 2008 : Jeanne Moreau
- 2009 : Jean-Jacques Beineix

### Étoile d’or du meilleur film étranger
- 2000 : Une histoire vraie (The Straight Story), de David Lynch

### Grand prix spécial des Étoiles de la presse
- 1999 : Jeanne et le Garçon formidable, un film d’Olivier Ducastel et Jacques Martineau
- 2000 : Voyages, un film d’Emmanuel Finkiel
- 2001 : Esther Kahn, un film d’Arnaud Desplechin
- 2002 : non attribué
- 2003 : Une pure coïncidence, un film de Romain Goupil